# Eritrocateresi
L'eritrocatèresi è il processo di distruzione fisiologica degli eritrociti che sono fagocitati dalla polpa splenica e in genere dal reticolo endotelio; l'emoglobina, o meglio, il ferro contenuto all'interno del gruppo prostetico, viene riutilizzato per la generazione di bilirubina. L'eritrocateresi avviene anche, in misura inferiore, a livello del fegato e del midollo osseo.
La polpa splenica o lienale è un parenchima proprio che forma la milza ed è completamente avvolto da un involucro fibroso ed elastico (capsula splenica) formato da tessuto connettivo e dal rivestimento peritoneale fusi tra loro.
La polpa splenica appare come una sostanza molle, che presenta differenti caratteri: la cosiddetta polpa bianca, costituita da noduli linfatici (noduli lienali del Malpighi) e dalla polpa rossa formata da un esile reticolo connettivale nelle cui maglie si trovano fini arteriole da cui si originano a ciuffo altre arteriole, dette penicillari, che formano una ricca rete di spazi sanguigni (seni venosi o lacune venose) da cui si originano le vene. La polpa rossa è costituita da eritrociti, macrofagi, granulociti, piastrine, linfociti e numerose plasmacellule. Questi elementi giungono nella polpa rossa dopo aver percorso le arteriole penicillari. 
Il sistema reticoloendoteliale invece è il nome che viene dato al sistema dei fagociti mononucleati o monocito-macrofagi. I monociti e i macrofagi sono entrambi cellule del sistema immunitario; i primi circolano nel sangue, e i secondi sono nei tessuti. I macrofagi sono numerosissimi nella polpa rossa della milza, e il loro ruolo nell'eritrocateresi è quello di filtrare il sangue rimuovendo gli eritrociti invecchiati. Se l'eritrocateresi avviene in modo eccessivo, la quantità di bilirubina nel sangue aumenta e se supera i 2,5 mg/dl si può manifestare l'ittero, ovvero la colorazione giallastra della cute e della sclera, la parte bianca dell'occhio.